# Panorama, São Paulo
Panorama là một đô thị ở bang São Paulo của Brasil. Đô thị này nằm ở vĩ độ 21º21'23" độ vĩ nam và kinh độ 51º51'35" độ vĩ tây, trên khu vực có độ cao 276 m. Dân số năm 2004 ước tính là 14.319 người, diện tích là 353,1 km².

## Thông tin nhân khẩu
Dữ liệu dân số theo điều tra dân số năm 2000
Tổng dân số: 13.649
- Dân số thành thị: 12.665
- Dân số nông thôn: 984
- Nam giới: 6.959
- Nữ giới: 6.690

Mật độ dân số (người/km²): 38,65
Tỷ lệ tử vong trẻ sơ sinh dưới 1 tuổi (trên một triệu người): 14,30
Tuổi thọ bình quân (tuổi): 72,07
Tỷ lệ sinh (số trẻ trên mỗi bà mẹ): 2,99
Tỷ lệ biết đọc biết viết: 88,20%
Chỉ số phát triển con người (HDI-M): 0,783
- Chỉ số phát triển con người - Thu nhập: 0,715
- Chỉ số phát triển con người - Tuổi thọ: 0,785
- Chỉ số phát triển con người - Giáo dục: 0,849

(Nguồn: IPEADATA)